# Remonte (équitation)
Dans la terminologie équestre, une remonte désigne un cheval au début de son éducation, et généralement jeune. 
Un tel cheval connait les gestes de base du cavalier, le travail à pied, le travail à la longe. Il a commencé à connaître la selle, et à porter un cavalier. Il maîtrise les trois allures de base (le pas, le trot et le galop), sur des figures simples (ligne droite, cercle). En début de carrière, il n'a pas encore acquis de souffle ni d'endurance, et ne connaît pas encore toutes les aides et les leçons ou disciplines équestres. 

## Étymologie
Le terme de remonte est documenté dans les ouvrages en langue française consacrés à la formation des gentilhommes, hommes d'épée et cavaliers. Si le terme est un peu vieilli, il n'en reste pas moins employé dans le milieu équestre professionnel. Compte tenu de ce que l'équitation a beaucoup été développée dans la culture française et a influencé un grand nombre de pays occidentaux, il fait partie de la terminologie équestre française qui s'est exportée. C'est ainsi qu'on retrouve ce terme dans la terminologie équestre allemande.

## Définition
Une remonte consiste à l'origine à pourvoir de nouveaux chevaux à un cavalier pour lui permettre de remonter à cheval, et au-delà de réintégrer son service (militaire).  
« Remonte d'un cavalier est le secours qu'on luy donne, en luy fournissant un Cheval quand il est démonté. Le Capitainer fit le décompte à ses Cavaliers, & régla ce qu'il avoit fourny our la remonte de quelques particuliers. Il faut pourvoir à la remonte de vos Cavaliers, & à keur habillemens »
Par extension, le terme désigne un cheval faisant partie d'une nouvelle génération de montures fournies aux troupes à cheval, de la chevalerie à la cavalerie.